# USA 310
USA 310 ist ein Satellit des US-amerikanischen Militärnachrichtendienstes National Reconnaissance Office mit geheimem Zweck. Nach Angaben des NRO ist die Behörde Hersteller wie auch Betreiber des Satelliten. Er wurde am 13. November 2020 unter der Startbezeichnung NROL-101 von der Cape Canaveral Air Force Station gestartet. Nach dem Start wurde der Satellit in einem mittelhohen Erdorbit erkannt.